# Verbena recta
Verbena recta — вид рослин родини Вербенові (Verbenaceae), ендемік Мексики.

## Поширення
Ендемік Мексики (центр, південь, північний схід).